# Глен (Нью-Йорк)
Глен (англ. Glen) — місто (англ. town) в США, в окрузі Монтгомері штату Нью-Йорк. Населення — 2536 осіб (2020).

## Демографія
Згідно з переписом 2010 року, у місті мешкало 2507 осіб у 864 домогосподарствах у складі 634 родин. Було 964 помешкання
Расовий склад населення:
| - 95,3 % — білих - 1,7 % — чорних або афроамериканців - 1,2 % — азіатів - 0,2 % — корінних американців - 0,1 % — вихідців з тихоокеанських островів - 1,0 % — осіб інших рас |

До двох чи більше рас належало 0,6 %. Частка іспаномовних становила 3,9 % від усіх жителів.
За віковим діапазоном населення розподілялося таким чином: 25,8 % — особи молодші 18 років, 63,0 % — особи у віці 18—64 років, 11,2 % — особи у віці 65 років та старші. Медіана віку мешканця становила 36,5 року. На 100 осіб жіночої статі у місті припадало 110,7 чоловіків;  на 100 жінок у віці від 18 років та старших — 110,3 чоловіків також старших 18 років.
Середній дохід на одне домашнє господарство  становив 62 444 долари США (медіана — 56 288), а середній дохід на одну сім'ю — 69 494 долари (медіана — 64 833). Медіана доходів становила 40 182 долари для чоловіків та 33 088 доларів для жінок. За межею бідності перебувало 21,5 % осіб, у тому числі 37,6 % дітей у віці до 18 років та 16,8 % осіб у віці 65 років та старших.
Цивільне працевлаштоване населення становило 1021 особа. Основні галузі зайнятості: освіта, охорона здоров'я та соціальна допомога — 25,6 %, роздрібна торгівля — 14,3 %, виробництво — 11,1 %, публічна адміністрація — 9,0 %.